# Abschnittsbefestigung Ernersdorf
Die  Abschnittsbefestigung Ernersdorf  ist der Rest eines Abschnittswalls ca. 600 m nordwestlich von der Filialkirche St. Aegidius von Ernersdorf, einem Gemeindeteil der oberpfälzischen Stadt Berching im Landkreis Neumarkt in der Oberpfalz. Die Anlage wird als Bodendenkmal unter der Aktennummer D-3-6834-0239 als „Abschnittsbefestigung vor- und frühgeschichtlicher Zeitstellung“ geführt.

## Beschreibung
Die Abschnittsbefestigung Ernersdorf liegt leicht höher als das Kirchdorf Ernersdorf an einem nordwestlich verlaufenden Waldrand. Die Anlage ist grob fünfeckig mit einer Ausdehnung von ca. 100 m (in Ost-West-Richtung) mal 120 m (in Nord-Süd-Richtung). Im westlichen Teil ist ein schwacher Randwall erkennbar.